# 拉達·阿克巴爾
拉達·阿克巴爾（英語：Rada Akbar，1988年—）是一位出生於阿富汗的觀念藝術家和攝影師。她的藝術作品聚焦在譴責對於婦女的壓迫，並且透過她的人像攝影，讓世界看見阿富汗婦女的力量。 她入選 BBC 2021 年巾幗百名（即當年度最具影響力的100名女性之一）。 